# Pianoforte
Artykuł ten został zgłoszony do umieszczenia na stronie głównej w rubryce „Czy wiesz”.
Pomóż nam go sprawdzić: oceń zgłoszoną nominację.
Pianoforte – polski film dokumentalny z 2023 roku w reżyserii Jakuba Piątka, poświęcony wybranym uczestnikom Międzynarodowego Konkursu Pianistycznego im. Fryderyka Chopina. Film, pozytywnie oceniony przez krytyków, został również nagrodzony m.in. Międzynarodową Nagrodą Emmy, Orłem za najlepszy film dokumentalny i Nagrodą Dziennikarzy na Koszalińskim Festiwalu Debiutów Filmowych „Młodzi i Film”.

## Treść
Pianoforte to film dokumentalny, którego ekipa towarzyszy młodym pianistom podczas XVIII Międzynarodowego Konkursu Pianistycznego im. Fryderyka Chopina w 2021 roku. Spośród 87 uczestników pierwszego etapu tylko 12 awansowało do finału. Reżyser Jakub Piątek ukazuje ich całkowite oddanie fortepianowi, ich relacje o latach ćwiczeń (nawet od dzieciństwa) oraz emocjonalny ciężar rywalizacji. Filmowcy zajrzeli za kulisy Filharmonii Narodowej, by pokazać napiętą atmosferę konkursu i codzienne życie bohaterów.
Tematem filmu jest nie zawsze doceniane cierpienie osób angażujących się w muzykę. Marcin Radomski z Onetu pisał, że reżyser „za cel obrał pokazanie człowieka w sytuacji ekstremalnego stresu, zwątpienia, mobilizacji i porażki”. Uczestnicy Konkursu Chopinowskiego mimo talentu ukazują swoje ludzkie oblicze, nierzadko bardzo przeżywają porażkę w walce o podium. Sam reżyser filmu twierdził, że w życiorysach bohaterów filmu jest „z pewnością dużo mniej trzepaka czy tanich win w parku, a znacznie więcej samotności: podporządkowanie rygorowi treningów, wyjazdy, brak przyjaźni”. Od uczestników konkursu wymaga się często nieosiągalnej perfekcji. Tymczasem, jak przekonywała Zofia Fabjanowska z magazynu „Zwierciadło” opisywała Pianoforte jako „nie opowieść o konkursie, ale o […] życiu i ludziach”.

## Odbiór
Pianoforte spotkało się na ogół z pozytywną reakcją recenzentów. Fabjanowska chwaliła reżysera za wyjątkową empatię wobec przegranych uczestników Konkursu Chopinowskiego. Radomski ocenił Pianoforte jako „poruszający, mistrzowsko rozegrany, niosący refleksję, uniwersalny obraz o grze nie tyle na pianinie, ile w życie”. Michał Kaczoń w recenzji dla portalu Film.org.pl pisał, iż „Pianoforte nieźle buduje swoje napięcie, z każdą kolejną sceną intrygując i przyciągając nas jeszcze bardziej” – zwłaszcza w scenach rozmów bohaterów z ich pedagogami oraz w momentach finałowego werdyktu. Maciej Kowalczyk z portalu Pełna Sala ze zdumieniem dostrzegł, że „samej muzyki Chopina i trudu włożonego w próby pianistów jest w dokumencie zaskakująco mało”, lecz przewagą utworu jest „humor i szczerość intencji twórców”. Zdaniem Krzysztofa Siwonia z pisma „Ekrany” film Piątka to głównie „znakomita realizacja backstage’owych obserwacji […], którą śledzi się z emocjami godnymi najbardziej pasjonujących zawodów sportowych”.

## Nagrody
| Rok  | Festiwal/instytucja                                                            | Nominacja                                                                 | Wynik   |
| ---- | ------------------------------------------------------------------------------ | ------------------------------------------------------------------------- | ------- |
| 2023 | Międzynarodowy Festiwal Filmów Dokumentalnych „É Tudo Verdade / It's All True” | Wyróżnienie                                                               | Wygrana |
| 2023 | Międzynarodowy Festiwal Filmu Dokumentalnego „Vision du Reel”                  | Nagroda Publiczności                                                      | Wygrana |
| 2023 | Docs Against Gravity Film Festival                                             | Nagroda Smakjam za najlepszą produkcję w konkursie polskim                | Wygrana |
| 2023 | Docs Against Gravity Film Festival                                             | Wyróżnienie Prezydenta Miasta Gdyni                                       | Wygrana |
| 2023 | Koszaliński Festiwal Debiutów Filmowych „Młodzi i Film”                        | Nagroda za reżyserię w Konkursie Pełnometrażowych Debiutów Dokumentalnych | Wygrana |
| 2023 | Koszaliński Festiwal Debiutów Filmowych „Młodzi i Film”                        | Nagroda Dziennikarzy                                                      | Wygrana |
| 2024 | Polska Akademia Filmowa                                                        | Orzeł za najlepszy film dokumentalny                                      | Wygrana |
| 2024 | Motion Picture Sound Editors                                                   | Golden Reel Award za montaż muzyki w filmie dokumentalnym                 | Wygrana |
| 2024 | Gildia Reżyserów Polskich                                                      | Nagroda im. Krzysztofa Krauzego                                           | Wygrana |
| 2024 | International Emmy Award                                                       | Nagroda w kategorii: Arts Programming                                     | Wygrana |
| 2024 | The Pigeon International Film Festival (Isafjordur)                            | Nagroda za reżyserię                                                      | Wygrana |
| 2024 | The Pigeon International Film Festival (Isafjordur)                            | Nagroda za zdjęcia                                                        | Wygrana |